# Danh sách tiểu hành tinh: 11701–11800
| Tên                   | Tên đầu tiên | Ngày phát hiện       | Nơi phát hiện                      | Người phát hiện                                        |
| --------------------- | ------------ | -------------------- | ---------------------------------- | ------------------------------------------------------ |
| 11701 -               | 1998 FY116   | 31 tháng 3 năm 1998  | Socorro                            | LINEAR                                                 |
| 11702 Mifischer       | 1998 FE117   | 31 tháng 3 năm 1998  | Socorro                            | LINEAR                                                 |
| 11703 Glassman        | 1998 FL121   | 20 tháng 3 năm 1998  | Socorro                            | LINEAR                                                 |
| 11704 Gorin           | 1998 FZ130   | 22 tháng 3 năm 1998  | Socorro                            | LINEAR                                                 |
| 11705 -               | 1998 GN7     | 2 tháng 4 năm 1998   | Socorro                            | LINEAR                                                 |
| 11706 Rijeka          | 1998 HV4     | 20 tháng 4 năm 1998  | Đài thiên văn Zvjezdarnica Višnjan | Đài thiên văn Zvjezdarnica Višnjan                     |
| 11707 Grigery         | 1998 HW17    | 18 tháng 4 năm 1998  | Socorro                            | LINEAR                                                 |
| 11708 -               | 1998 HT19    | 18 tháng 4 năm 1998  | Socorro                            | LINEAR                                                 |
| 11709 Eudoxos         | 1998 HF20    | 27 tháng 4 năm 1998  | Prescott                           | P. G. Comba                                            |
| 11710 Nataliehale     | 1998 HS34    | 20 tháng 4 năm 1998  | Socorro                            | LINEAR                                                 |
| 11711 Urquiza         | 1998 HV50    | 25 tháng 4 năm 1998  | Anderson Mesa                      | LONEOS                                                 |
| 11712 Kemcook         | 1998 HB51    | 25 tháng 4 năm 1998  | Anderson Mesa                      | LONEOS                                                 |
| 11713 Stubbs          | 1998 HG51    | 25 tháng 4 năm 1998  | Anderson Mesa                      | LONEOS                                                 |
| 11714 Mikebrown       | 1998 HQ51    | 28 tháng 4 năm 1998  | Anderson Mesa                      | LONEOS                                                 |
| 11715 Harperclark     | 1998 HA75    | 21 tháng 4 năm 1998  | Socorro                            | LINEAR                                                 |
| 11716 Amahartman      | 1998 HY79    | 21 tháng 4 năm 1998  | Socorro                            | LINEAR                                                 |
| 11717 -               | 1998 HU94    | 21 tháng 4 năm 1998  | Socorro                            | LINEAR                                                 |
| 11718 Hayward         | 1998 HD95    | 21 tháng 4 năm 1998  | Socorro                            | LINEAR                                                 |
| 11719 Hicklen         | 1998 HT98    | 21 tháng 4 năm 1998  | Socorro                            | LINEAR                                                 |
| 11720 Horodyskyj      | 1998 HZ99    | 21 tháng 4 năm 1998  | Socorro                            | LINEAR                                                 |
| 11721 -               | 1998 HE100   | 21 tháng 4 năm 1998  | Socorro                            | LINEAR                                                 |
| 11722 -               | 1998 HR115   | 23 tháng 4 năm 1998  | Socorro                            | LINEAR                                                 |
| 11723 -               | 1998 HT125   | 23 tháng 4 năm 1998  | Socorro                            | LINEAR                                                 |
| 11724 Ronaldhsu       | 1998 HH146   | 21 tháng 4 năm 1998  | Socorro                            | LINEAR                                                 |
| 11725 Victoriahsu     | 1998 HM146   | 21 tháng 4 năm 1998  | Socorro                            | LINEAR                                                 |
| 11726 Edgerton        | 1998 JA      | 1 tháng 5 năm 1998   | Lime Creek                         | R. Linderholm                                          |
| 11727 Sweet           | 1998 JM1     | 1 tháng 5 năm 1998   | Haleakala                          | NEAT                                                   |
| 11728 Einer           | 1998 JC2     | 1 tháng 5 năm 1998   | Haleakala                          | NEAT                                                   |
| 11729 -               | 1998 KD22    | 22 tháng 5 năm 1998  | Socorro                            | LINEAR                                                 |
| 11730 Yanhua          | 1998 KO31    | 22 tháng 5 năm 1998  | Socorro                            | LINEAR                                                 |
| 11731 -               | 1998 KF47    | 22 tháng 5 năm 1998  | Socorro                            | LINEAR                                                 |
| 11732 -               | 1998 KX48    | 23 tháng 5 năm 1998  | Socorro                            | LINEAR                                                 |
| 11733 -               | 1998 KJ52    | 23 tháng 5 năm 1998  | Socorro                            | LINEAR                                                 |
| 11734 -               | 1998 KM55    | 23 tháng 5 năm 1998  | Socorro                            | LINEAR                                                 |
| 11735 -               | 1998 KN56    | 22 tháng 5 năm 1998  | Socorro                            | LINEAR                                                 |
| 11736 Viktorfischl    | 1998 QS1     | 19 tháng 8 năm 1998  | Ondřejov                           | L. Šarounová                                           |
| 11737 -               | 1998 QL24    | 17 tháng 8 năm 1998  | Socorro                            | LINEAR                                                 |
| 11738 -               | 1998 RK72    | 14 tháng 9 năm 1998  | Socorro                            | LINEAR                                                 |
| 11739 Baton Rouge     | 1998 SG27    | 25 tháng 9 năm 1998  | Baton Rouge                        | W. R. Cooney Jr., M. Collier                           |
| 11740 Georgesmith     | 1998 UK6     | 22 tháng 10 năm 1998 | Caussols                           | ODAS                                                   |
| 11741 -               | 1999 AZ3     | 10 tháng 1 năm 1999  | Oizumi                             | T. Kobayashi                                           |
| 11742 -               | 1999 JZ5     | 7 tháng 5 năm 1999   | Nachi-Katsuura                     | Y. Shimizu, T. Urata                                   |
| 11743 Jachowski       | 1999 JP130   | 13 tháng 5 năm 1999  | Socorro                            | LINEAR                                                 |
| 11744 -               | 1999 NQ2     | 9 tháng 7 năm 1999   | Oohira                             | T. Urata                                               |
| 11745 -               | 1999 NH3     | 13 tháng 7 năm 1999  | Socorro                            | LINEAR                                                 |
| 11746 Thomjansen      | 1999 NG4     | 13 tháng 7 năm 1999  | Socorro                            | LINEAR                                                 |
| 11747 -               | 1999 NQ9     | 13 tháng 7 năm 1999  | Socorro                            | LINEAR                                                 |
| 11748 -               | 1999 NT10    | 13 tháng 7 năm 1999  | Socorro                            | LINEAR                                                 |
| 11749 -               | 1999 NZ10    | 13 tháng 7 năm 1999  | Socorro                            | LINEAR                                                 |
| 11750 -               | 1999 NM33    | 14 tháng 7 năm 1999  | Socorro                            | LINEAR                                                 |
| 11751 -               | 1999 NK37    | 14 tháng 7 năm 1999  | Socorro                            | LINEAR                                                 |
| 11752 -               | 1999 OU3     | 23 tháng 7 năm 1999  | Nanyo                              | T. Okuni                                               |
| 11753 Geoffburbidge   | 2064 P-L     | 24 tháng 9 năm 1960  | Palomar                            | C. J. van Houten, I. van Houten-Groeneveld, T. Gehrels |
| 11754 Herbig          | 2560 P-L     | 24 tháng 9 năm 1960  | Palomar                            | C. J. van Houten, I. van Houten-Groeneveld, T. Gehrels |
| 11755 Paczynski       | 2691 P-L     | 24 tháng 9 năm 1960  | Palomar                            | C. J. van Houten, I. van Houten-Groeneveld, T. Gehrels |
| 11756 Geneparker      | 2779 P-L     | 24 tháng 9 năm 1960  | Palomar                            | C. J. van Houten, I. van Houten-Groeneveld, T. Gehrels |
| 11757 Salpeter        | 2799 P-L     | 24 tháng 9 năm 1960  | Palomar                            | C. J. van Houten, I. van Houten-Groeneveld, T. Gehrels |
| 11758 Sargent         | 4035 P-L     | 24 tháng 9 năm 1960  | Palomar                            | C. J. van Houten, I. van Houten-Groeneveld, T. Gehrels |
| 11759 Sunyaev         | 4075 P-L     | 24 tháng 9 năm 1960  | Palomar                            | C. J. van Houten, I. van Houten-Groeneveld, T. Gehrels |
| 11760 Auwers          | 4090 P-L     | 24 tháng 9 năm 1960  | Palomar                            | C. J. van Houten, I. van Houten-Groeneveld, T. Gehrels |
| 11761 Davidgill       | 4868 P-L     | 24 tháng 9 năm 1960  | Palomar                            | C. J. van Houten, I. van Houten-Groeneveld, T. Gehrels |
| 11762 Vogel           | 6044 P-L     | 24 tháng 9 năm 1960  | Palomar                            | C. J. van Houten, I. van Houten-Groeneveld, T. Gehrels |
| 11763 Deslandres      | 6303 P-L     | 24 tháng 9 năm 1960  | Palomar                            | C. J. van Houten, I. van Houten-Groeneveld, T. Gehrels |
| 11764 Benbaillaud     | 6531 P-L     | 24 tháng 9 năm 1960  | Palomar                            | C. J. van Houten, I. van Houten-Groeneveld, T. Gehrels |
| 11765 Alfredfowler    | 9057 P-L     | 17 tháng 10 năm 1960 | Palomar                            | C. J. van Houten, I. van Houten-Groeneveld, T. Gehrels |
| 11766 Fredseares      | 9073 P-L     | 17 tháng 10 năm 1960 | Palomar                            | C. J. van Houten, I. van Houten-Groeneveld, T. Gehrels |
| 11767 Milne           | 3224 T-1     | 26 tháng 3 năm 1971  | Palomar                            | C. J. van Houten, I. van Houten-Groeneveld, T. Gehrels |
| 11768 Merrill         | 4107 T-1     | 26 tháng 3 năm 1971  | Palomar                            | C. J. van Houten, I. van Houten-Groeneveld, T. Gehrels |
| 11769 Alfredjoy       | 2199 T-2     | 29 tháng 9 năm 1973  | Palomar                            | C. J. van Houten, I. van Houten-Groeneveld, T. Gehrels |
| 11770 Rudominkowski   | 3163 T-2     | 30 tháng 9 năm 1973  | Palomar                            | C. J. van Houten, I. van Houten-Groeneveld, T. Gehrels |
| 11771 Maestlin        | 4136 T-2     | 29 tháng 9 năm 1973  | Palomar                            | C. J. van Houten, I. van Houten-Groeneveld, T. Gehrels |
| 11772 Jacoblemaire    | 4210 T-2     | 29 tháng 9 năm 1973  | Palomar                            | C. J. van Houten, I. van Houten-Groeneveld, T. Gehrels |
| 11773 Schouten        | 1021 T-3     | 17 tháng 10 năm 1977 | Palomar                            | C. J. van Houten, I. van Houten-Groeneveld, T. Gehrels |
| 11774 Jerne           | 1128 T-3     | 17 tháng 10 năm 1977 | Palomar                            | C. J. van Houten, I. van Houten-Groeneveld, T. Gehrels |
| 11775 Köhler          | 3224 T-3     | 16 tháng 10 năm 1977 | Palomar                            | C. J. van Houten, I. van Houten-Groeneveld, T. Gehrels |
| 11776 Milstein        | 3460 T-3     | 16 tháng 10 năm 1977 | Palomar                            | C. J. van Houten, I. van Houten-Groeneveld, T. Gehrels |
| 11777 Hargrave        | 3526 T-3     | 16 tháng 10 năm 1977 | Palomar                            | C. J. van Houten, I. van Houten-Groeneveld, T. Gehrels |
| 11778 Kingsford Smith | 4102 T-3     | 16 tháng 10 năm 1977 | Palomar                            | C. J. van Houten, I. van Houten-Groeneveld, T. Gehrels |
| 11779 Zernike         | 4197 T-3     | 16 tháng 10 năm 1977 | Palomar                            | C. J. van Houten, I. van Houten-Groeneveld, T. Gehrels |
| 11780 -               | 1942 TB      | 3 tháng 10 năm 1942  | Turku                              | L. Oterma                                              |
| 11781 Alexroberts     | 1966 PL      | 7 tháng 8 năm 1966   | Bloemfontein                       | Boyden Observatory                                     |
| 11782 Nikolajivanov   | 1969 TT1     | 8 tháng 10 năm 1969  | Nauchnij                           | L. I. Chernykh                                         |
| 11783 -               | 1971 UN1     | 16 tháng 10 năm 1971 | Hamburg-Bergedorf                  | L. Kohoutek                                            |
| 11784 -               | 1971 UT1     | 16 tháng 10 năm 1971 | Hamburg-Bergedorf                  | L. Kohoutek                                            |
| 11785 Migaic          | 1973 AW3     | 2 tháng 1 năm 1973   | Nauchnij                           | N. S. Chernykh                                         |
| 11786 Bakhchivandji   | 1977 QW      | 19 tháng 8 năm 1977  | Nauchnij                           | N. S. Chernykh                                         |
| 11787 Baumanka        | 1977 QF1     | 19 tháng 8 năm 1977  | Nauchnij                           | N. S. Chernykh                                         |
| 11788 Nauchnyj        | 1977 QN2     | 21 tháng 8 năm 1977  | Nauchnij                           | N. S. Chernykh                                         |
| 11789 Kempowski       | 1977 RK      | 5 tháng 9 năm 1977   | La Silla                           | H.-E. Schuster                                         |
| 11790 Goode           | 1978 RU      | 1 tháng 9 năm 1978   | Nauchnij                           | N. S. Chernykh                                         |
| 11791 Sofiyavarzar    | 1978 SH7     | 16 tháng 9 năm 1978  | Nauchnij                           | L. V. Zhuravleva                                       |
| 11792 Sidorovsky      | 1978 SX7     | 16 tháng 9 năm 1978  | Nauchnij                           | L. V. Zhuravleva                                       |
| 11793 Chujkovia       | 1978 TH7     | 2 tháng 10 năm 1978  | Nauchnij                           | L. V. Zhuravleva                                       |
| 11794 -               | 1978 VW8     | 7 tháng 11 năm 1978  | Palomar                            | E. F. Helin, S. J. Bus                                 |
| 11795 Fredrikbruhn    | 1979 QM1     | 22 tháng 8 năm 1979  | La Silla                           | C.-I. Lagerkvist                                       |
| 11796 Nirenberg       | 1980 DS4     | 21 tháng 2 năm 1980  | Nauchnij                           | L. G. Karachkina                                       |
| 11797 Warell          | 1980 FV2     | 16 tháng 3 năm 1980  | La Silla                           | C.-I. Lagerkvist                                       |
| 11798 Davidsson       | 1980 FH5     | 16 tháng 3 năm 1980  | La Silla                           | C.-I. Lagerkvist                                       |
| 11799 -               | 1981 DG2     | 28 tháng 2 năm 1981  | Siding Spring                      | S. J. Bus                                              |
| 11800 -               | 1981 DN2     | 28 tháng 2 năm 1981  | Siding Spring                      | S. J. Bus                                              |